# Diego Perren
Diego Perren (Zermatt, 10 gennaio 1965) è un giocatore di curling svizzero.

## Biografia
Partecipò all'età di 33 anni ai XVIII Giochi olimpici invernali edizione disputata a Nagano (Giappone) nel 1998, riuscendo ad ottenere la medaglia d'oro nella squadra svizzera con i connazionali Patrik Lörtscher, Daniel Müller, Patrick Hürlimann e Dominic Andres.
Nell'edizione la nazionale canadese ottenne la medaglia d'argento, la norvegese quella di bronzo.